# Zvi Rosen
Zvi Rosen (Colônia, 23 de junho de 1947) é um ex-futebolista profissional e treinador israelense, que atuava como defensor.

## Carreira
Zvi Rosen fez parte do elenco da histórica Seleção Israelense de Futebol da Copa do Mundo de 1970. 